# Mora IK
Der Mora IK (auch Mora Hockey) ist ein schwedischer Eishockeyverein aus Mora. Der Verein wurde 1935 gegründet und hat eine Profimannschaft für Herren, die an der zweithöchsten Spielklasse, der HockeyAllsvenskan, teilnimmt.

## Geschichte
Der Mora IK war der erste Eishockeyclub in der historischen Provinz Dalarna. In der Saison 1945/46 erreichte er zum ersten Mal die höchste Spielklasse, welche damals die Bezeichnung Svenska Serien hatte. Danach war der Verein bis 1975 überwiegend in dieser Klasse vertreten. Der Abstieg in jenem Jahr fiel mit der Gründung der Elitserien als neue höchste Spielklasse zusammen. Es folgten 29 Jahre in der zweiten Spielklasse, wobei die Mannschaft oftmals die Qualifikationsspiele zur Elitserien erreichte, den Aufstieg aber letztendlich nicht schaffte.

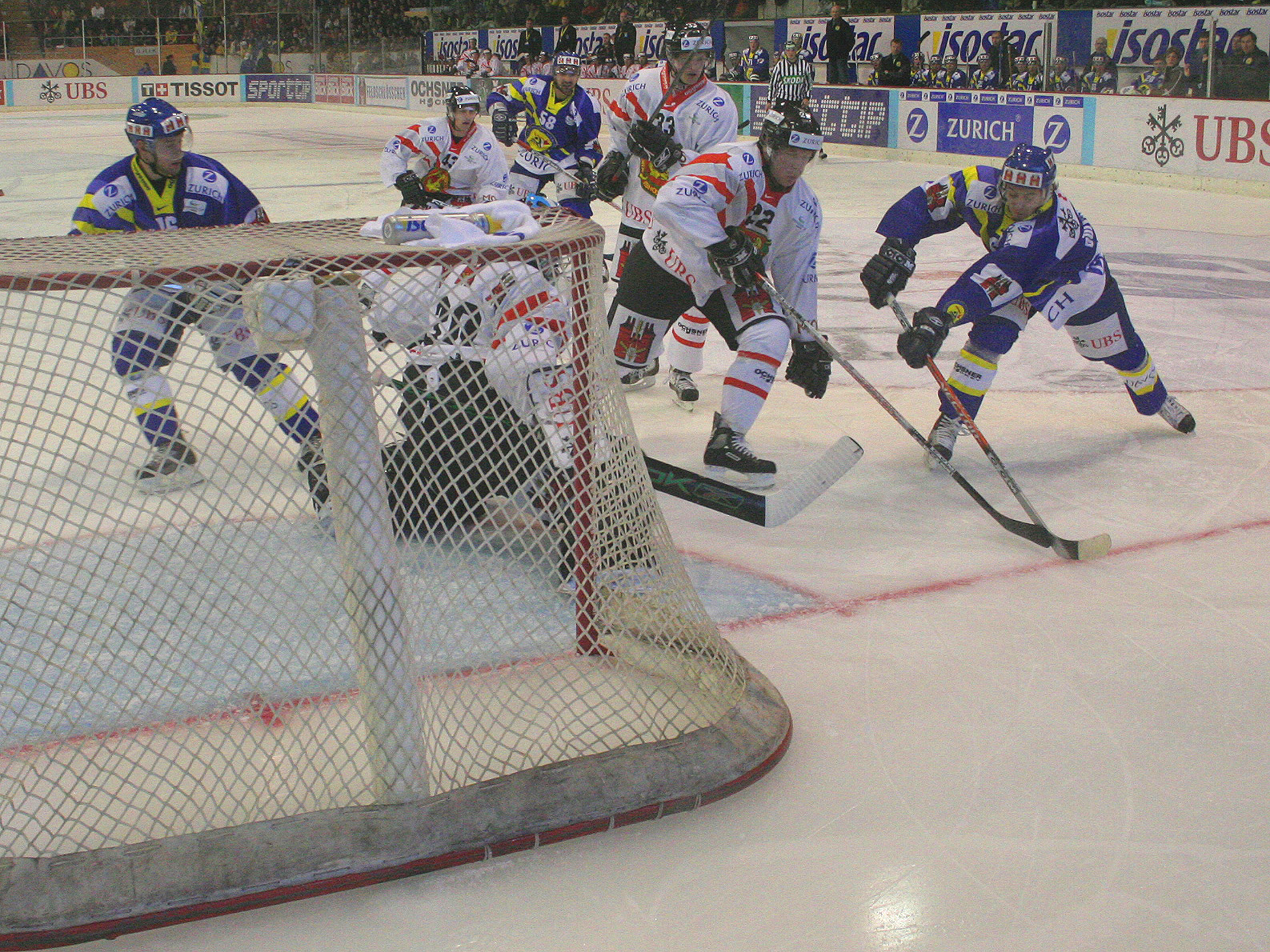
Spieler des Mora IK (in weiß-rot) im Spiel gegen Chimik Moskowskaja Oblast beim Spengler Cup 2006

Zum Beginn des aktuellen Jahrhunderts wurde die Mannschaft immer besser. Nachdem sie die Saison 2003/04 erfolgreich abgeschlossen hatte, stand eine Qualifikationsrunde an. Die Spiele gegen den Lokalrivalen Leksands IF konnten beide gewonnen werden. Danach gewann Leksands IF gegen andere Mannschaften der Qualifikationsrunde und verhalf somit dem Mora IK, der im letzten Qualifikationsspiel 6:3 gegen Hammarby IF gewann, zum Aufstieg.
In der Saison 2004/05 konnte sich der Verein mit mehreren Spielern aus der NHL verstärken, unter anderem mit Marián Hossa, Shawn Horcoff, Dan Cleary und Andreas Lilja, da in Nordamerika ein Spielerstreik und Lockout stattfand. Die Hauptrunde verbrachte der Verein hauptsächlich im Mittelfeld oder auf besseren Plätzen. Zum Ende der Saison trat jedoch eine Verschlechterung ein und so verpasste Mora IK die Play-off-Runde aufgrund des schlechteren Torverhältnisses. Die Endrunde erreichte das Team dagegen in der Saison 2005/06 – im Achtelfinale war der HV71 Jönköping der Gegner und stellte eine zu große Hürde dar. Von den fünf Spielen konnte Mora IK zumindest eines gewinnen. In der Kvalserien 2007/08 verlor die Mannschaft ihren Platz in der höchsten schwedischen Profiliga an Rögle BK und spielt bis 2016 zweitklassig.
In der Liga-Relegation 2017 schaffte der Verein als Meister der Allsvenskan die Rückkehr in die höchste Spielklasse, als Mora die Leksands IF mit 4:2 Siegen bezwang. 2019 stieg der Klub erneut in die zweite Spielklasse ab.

## Bekannte ehemalige Spieler

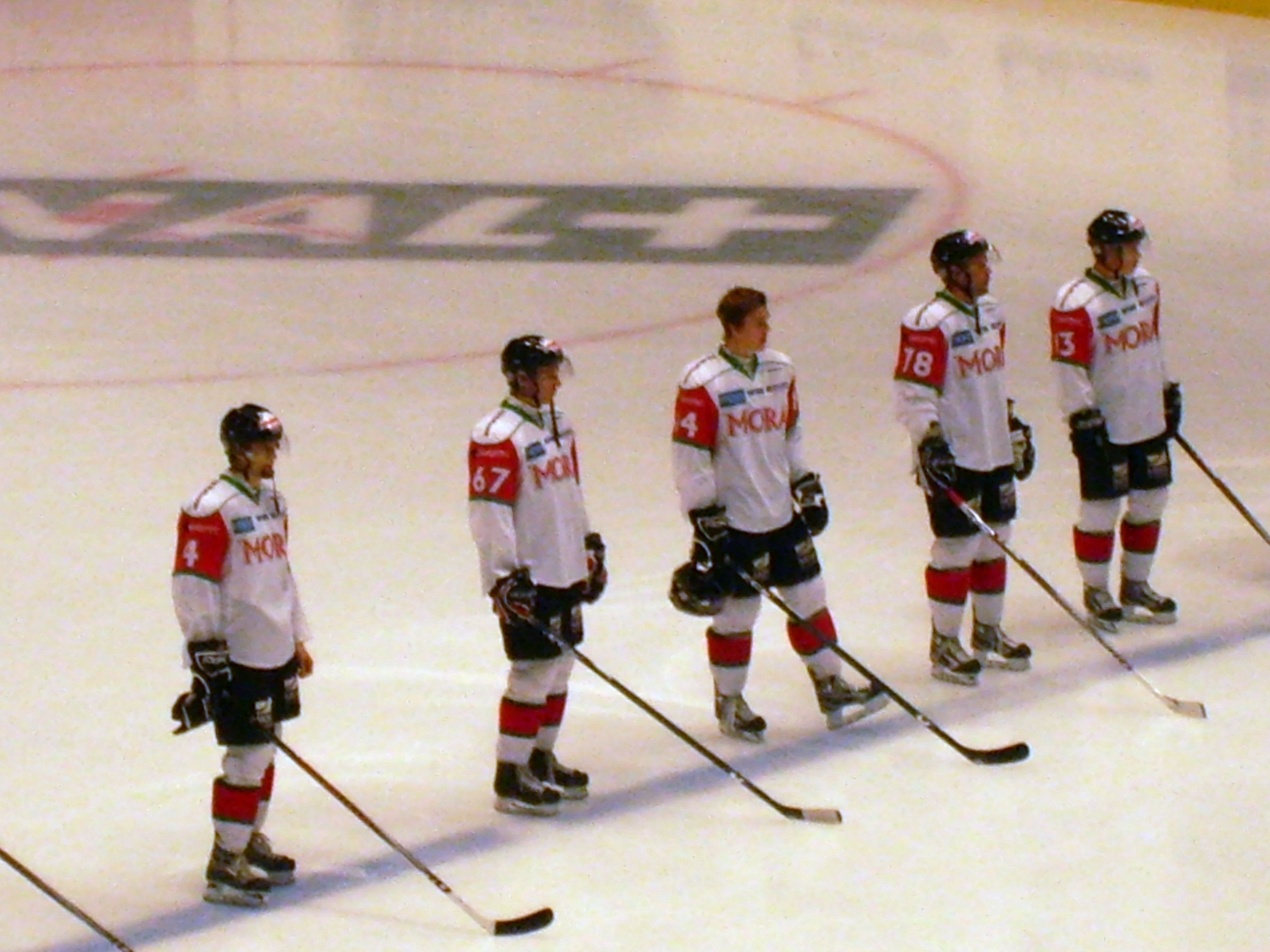
Spieler des Mora IK, September 2008

| - Kenneth Bergquist - Håkan Bogg - Pavel Brendl - Pär Djoos - Daniel Cleary - Mattias Ekholm - Shawn Horcoff - Marián Hossa | - Marcel Hossa - Örjan Karlsson - Sven Kristoffersson - Jarno Kultanen - Andreas Lilja - Mats Lusth - Tomas Melin - Patrik Ross | - Mikael Simons - Emil Skoglund - Ronnie Sundin - Lennart Svedberg - Peter Åslin - Bengt Åkerblom |

### Nicht mehr zu vergebende Trikotnummern
| - #14 – Mats "Tuppen" Lönn - #17 – Hasse Hansson Hasse Hansson spielte zwischen 1967 und 1984 ausschließlich für den Mora IK: 372 Spiele, 292 Tore, 344 Assists, 636 Punkte - #24 – Bengt Åkerblom † - #78 – Mikael Simons |